# Threat To Survival
Threat To Survival — пятый альбом американской рок-группы Shinedown.

## Об альбоме
Альбом был анонсирован 7 августа 2015. Датой выпуска было объявлено 18 сентября 2015 года. 29 июня 2015 года был выпущен первый сингл «Cut the Cord», а 14 августа был выпущен первый клип в YouTube на десятый трек альбома «Black Cadillac». В феврале 2018 года альбом получил золотой сертификат от RIAA. В США было продано 500 000 копий альбома.

## Отзывы
Отзывы на альбом остались смешанными. Критики из Sputnikmusic дали негативную характеристику: «Альбом полностью бессмысленный. Мелодии неинтересные, припевы не запоминаются, инструментал оставляет желать лучшего, и новые идеи группы вряд ли хороши. Абсолютно нет лирики, эмоций и музыкальной составляющей, но „Cut the Cord“ всё равно может быть одним из лучших синглов группы». В AllMusic дали менее удручающую характеристику: «Threat To Survival доказывает, что у Shinedown ещё много идей и пока идёт волна мейнстрима, всегда найдутся фанаты, которые будут любить то, что они делают».

## Список композиций
| №                   | Название            | Длительность             |
| ------------------- | ------------------- | ------------------------ |
| 1.                  | «Asking For It»     | 3:30                     |
| 2.                  | «Cut the Cord»      | 3:45                     |
| 3.                  | «State of My Head»  | 3:25                     |
| 4.                  | «Outcast»           | 3:25                     |
| 5.                  | «How Did You Love»  | 3:07                     |
| 6.                  | «It All Adds Up»    | 3:51                     |
| 7.                  | «Oblivion»          | 3:57                     |
| 8.                  | «Dangerous»         | 3:51                     |
| 9.                  | «Thick as Thieves»  | 3:54                     |
| 10.                 | «Black Cadillac»    | 3:27                     |
| 11.                 | «Misfits»           | 4:05                     |
| Общая длительность: | Общая длительность: | Общая длительность 40:17 |

Japanese bonus tracks
| №   | Название             | Длительность |
| --- | -------------------- | ------------ |
| 12. | «Never Gonna Let Go» | 4:06         |
| 13. | «Reject»             | 3:30         |

## Участники записи
- Брент Смит — вокал
- Зак Маерс — гитара, бэк-вокал
- Эрик Басс — бас-гитара, бэк-вокал
- Барри Керч — ударные, перкуссия